# Swertia staintonii
Swertia staintonii är en gentianaväxtart som beskrevs av H. Smith. Swertia staintonii ingår i släktet Swertia och familjen gentianaväxter. Inga underarter finns listade i Catalogue of Life.